# Bildfenster

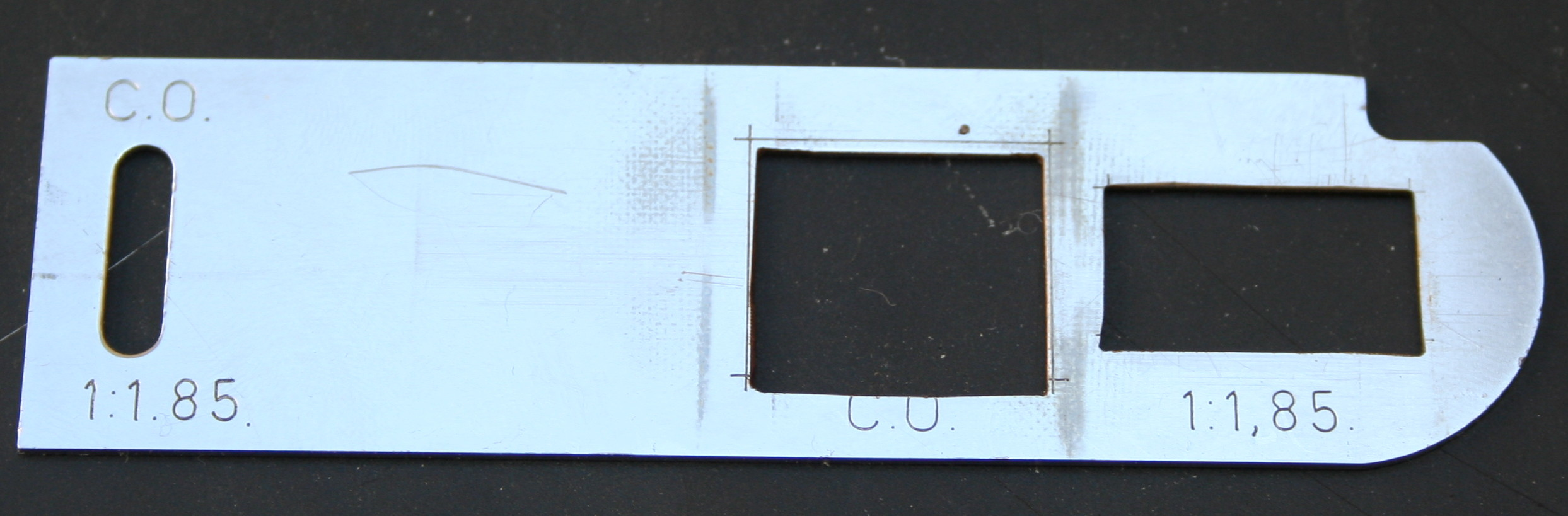
Selbst gefeilte Bildmaske für Kinoprojektor FP 30. Links Bildfenster für CinemaScope, rechts für Breitwand 1:1.85

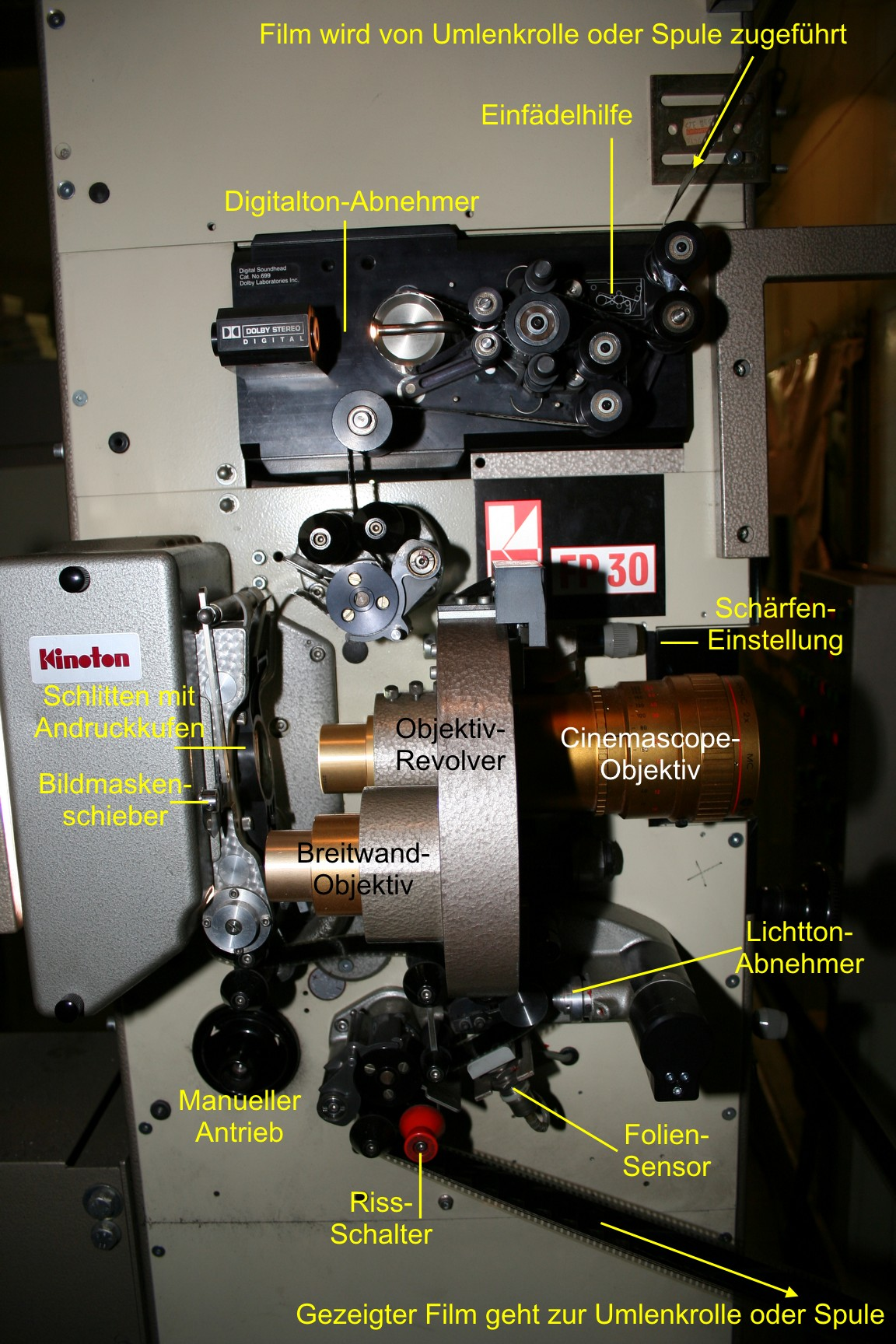
Bildmaskenschieber (links) im Projektor, zum Anzeigen bitte klicken

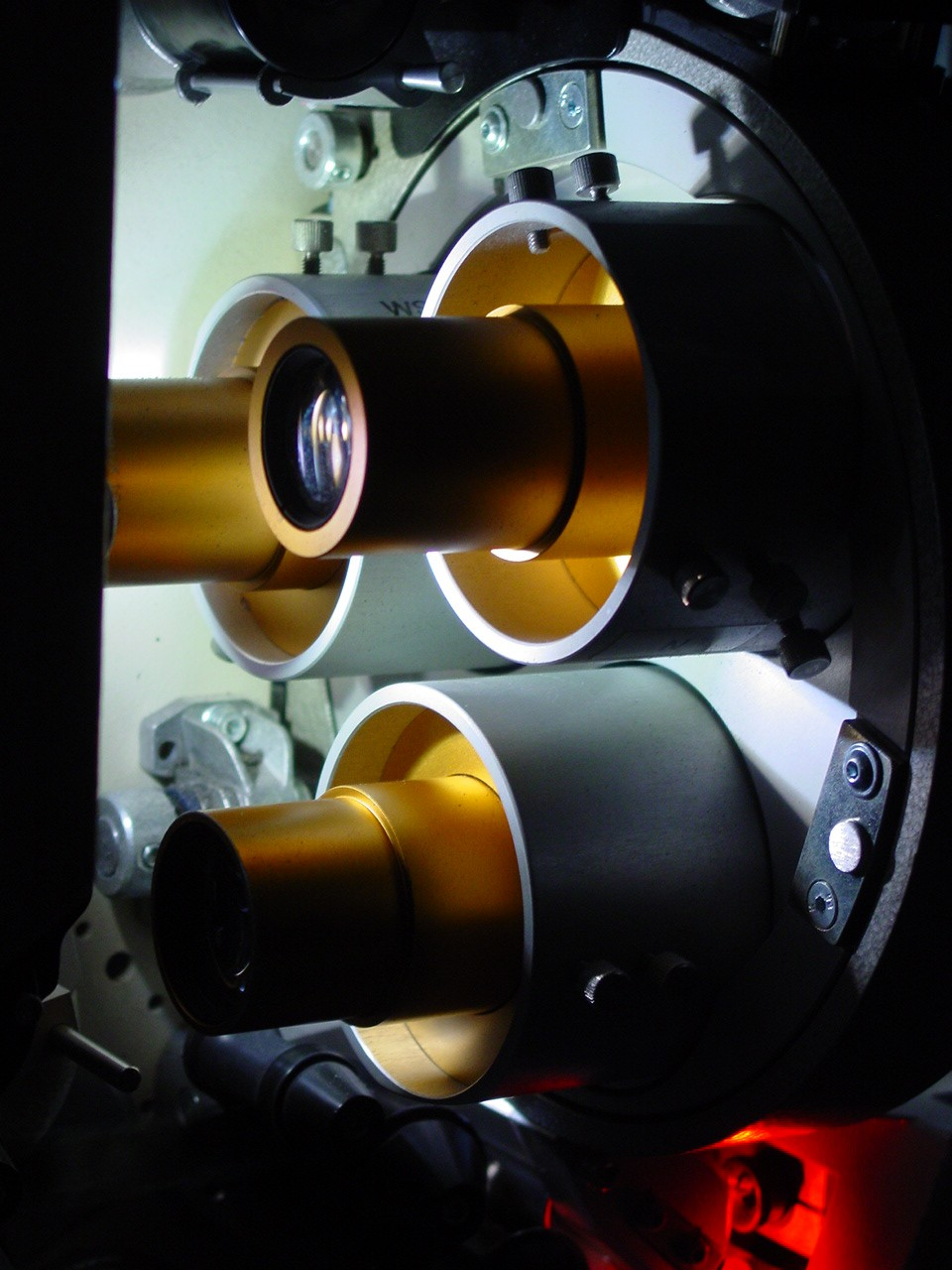
Objektivrevolver des Kinoprojektors FP 30 mit drei verschiedenen Objektiven

Das Bildfenster (Bildmaske) ist eine aus Metall präzise gefertigte Maske, die in Foto- und Filmkameras, Vergrößerungsgeräten, Kopiermaschinen, Betrachtern und Filmprojektoren dazu dient, den belichteten bzw. projizierten Ausschnitt exakt zu begrenzen. Das Bildfenster ist das dem Film am nächsten platzierte mechanische Element gleich nach der Andruckplatte, damit seine Kanten möglichst scharf abgebildet werden.
Bei der Arbeit mit der Filmkamera dient das Bildfenster dazu, gleich bei der Aufnahme das spätere Seitenverhältnis des Bildes festzulegen. Diese Festlegung auf ein Format gleich bei der Aufnahme war in den USA stets unüblich, die Filme wurden „unmaskiert“ gedreht, also die größtmögliche Fläche pro Einzelbild belichtet. Soll der Film in Breitwand gezeigt werden, so liegt es in der Verantwortung des Kinovorführers, die richtige Maske einzusetzen.
Vor und nach jeder Filmaufnahme wird das Objektiv entfernt und der „Fusselcheck“ durchgeführt, d. h., es wird kontrolliert, ob eventuell Fusseln am Bildfenster haften. Falls dies nach der Aufnahme der Fall ist, muss sie wiederholt werden, da alle Fusseln mit auf den Film aufgenommen worden sind.

## Maße der Kamerabildfenster für 35-mm-Film
| Format             | Breite in mm | Höhe in mm |
| ------------------ | ------------ | ---------- |
| Vollbild 1:1,333   | 24           | 18         |
| Academy (1:1,375)  | 21,95        | 16,00      |
| CinemaScope 1:2,35 | 21,95        | 18,60      |
| Breitwand 1:1,666  | 21,95        | 13,22      |
| Breitwand 1:1,75   | 21,95        | 12,54      |
| Breitwand 1:1,85   | 21,95        | 11,86      |

## Maße der Bildfenster zur Projektion
| Format             | Breite in mm | Höhe in mm |
| ------------------ | ------------ | ---------- |
| Vollbild 1:1,333   | 23,6         | 17,7       |
| Academy 1:1,333    | 21,11        | 15,29      |
| CinemaScope 1:2,35 | 21,29        | 18,21      |
| Breitwand 1:1,666  | 21,11        | 12,62      |
| Breitwand 1:1,75   | 21,11        | 11,96      |
| Breitwand 1:1,85   | 21,11        | 11,33      |

Bei der Filmvorführung dient das Bildfenster (die Maske) dazu, jene Teile der Filmkopie zu verdecken, die nicht projiziert werden sollen, wie Perforation und Lichttonspur, oder außerhalb des vom Regisseur beabsichtigten Seitenverhältnisses liegende Bildteile wie z. B. Mikrofone (bei unmaskierten Kopien). Setzt der Vorführer eine falsche Maske ein, so sehen die Zuschauer entweder mehr als sie sollen, oder es werden Teile des Filmbildes abgeschnitten.
Bei Vergrößerungsgeräten können feste Formatmasken in Form des Aufnahmeformats eingesetzt werden; häufig aber finden verstellbare Maskenbänder in der Negativbühne Anwendung. Damit können exakte Teilausschnitte bestimmt und vergrößert werden.